# Sarah Koenig

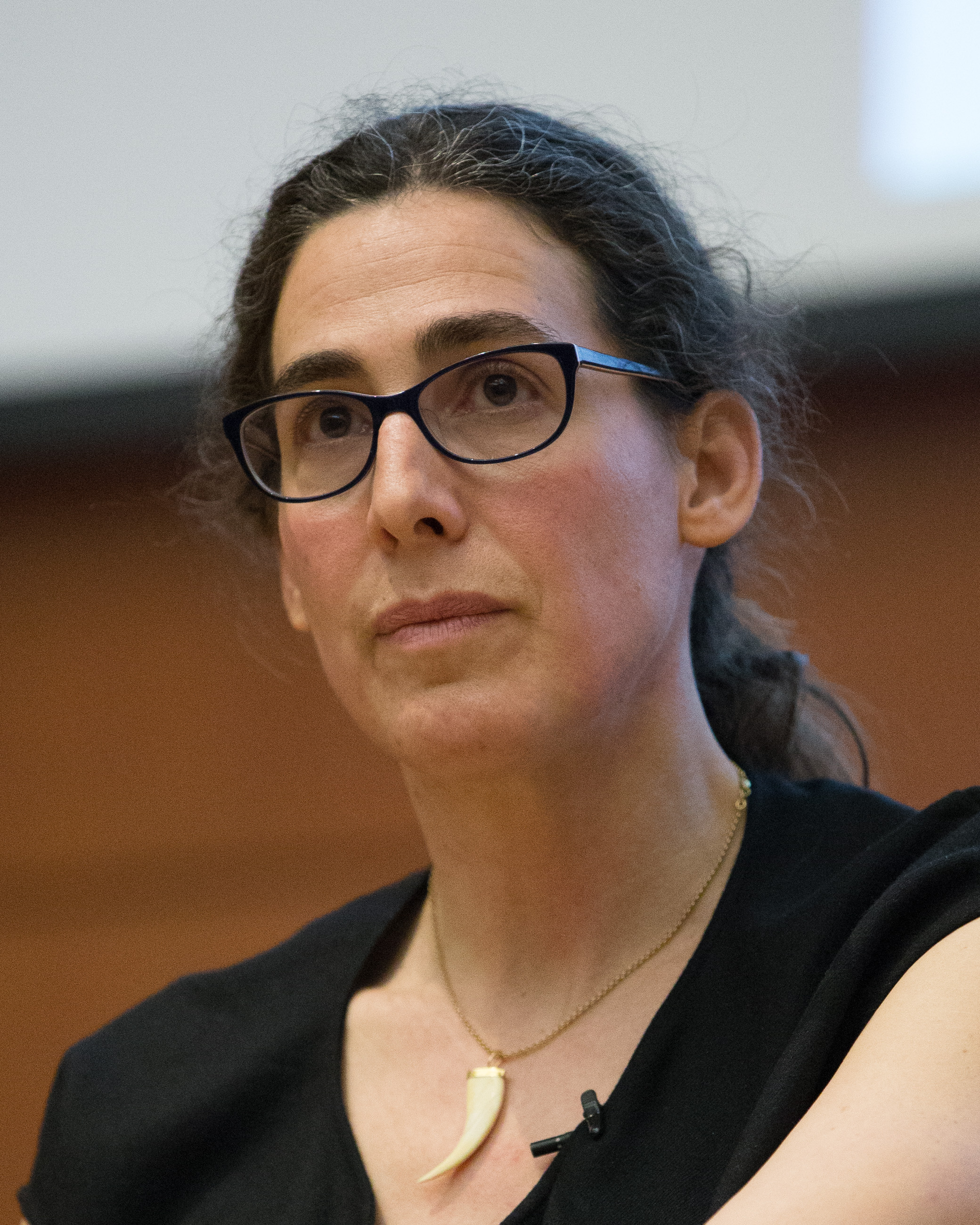
Sarah Koenig

Sarah Koenig (/ˈkeɪnɪɡ/; * 9. Juli 1969 in New York City) ist eine kubanisch-amerikanische Journalistin, Kolumnistin, Hörfunk- und Podcast-Moderatorin, die als Produzentin des Podcasts Serial im Jahr 2014 internationale Bekanntheit erlangte. In der Podcastreihe befassten sich Koenig und ihr Team mit dem Strafprozess gegen Adnan Syed und der Möglichkeit eines Justizirrtums in diesem Strafverfahren. Im Jahr 2015 wurde sie aufgrund des internationalen Erfolgs von Serial in die Liste der 100 einflussreichsten Personen des Time Magazine aufgenommen. Zuvor hatte Koenig als Journalistin bei verschiedenen Zeitungen und Radiosendungen gearbeitet und für den Sender WBEZ Chicago die Radiosendung This American Life moderiert.